# Микитюк Володимир Васильович
Володи́мир Васи́льович Микитю́к (рос. Владимир Васильевич Микитюк; нар. 7 жовтня 1944, село Залуччя, нині Подоляни Кам'янець-Подільського району Хмельницької області) — російський паразитолог. Доктор біологічних наук (1991). Професор (1991). Член-кореспондент Академії природознавства Росії (від 1 листопада 1995 року).

## Біографія
Закінчив Харківський зооветеринарний інститут (нині Харківська державна зооветеринарна академія). Від 1986 року працює в Бєлгородській сільськогосподарській академії.
Член дисертаційної ради при Бєлгородській сільськогосподарській академії. Нагороджено Бронзовою медаллю Виставки досягнень народного господарства.

## Наукова діяльність
Микитюк опублікував близько 100 наукових праць. Уперше встановив акарицидну активність тимолу та щавлевої кислоти і запропонував їх для оздоровлення пасік від вароозу.